# Myotis austroriparius
Myotis austroriparius là một loài động vật có vú trong họ Dơi muỗi, bộ Dơi. Loài này được Rhoads mô tả năm 1897.

## Hình ảnh

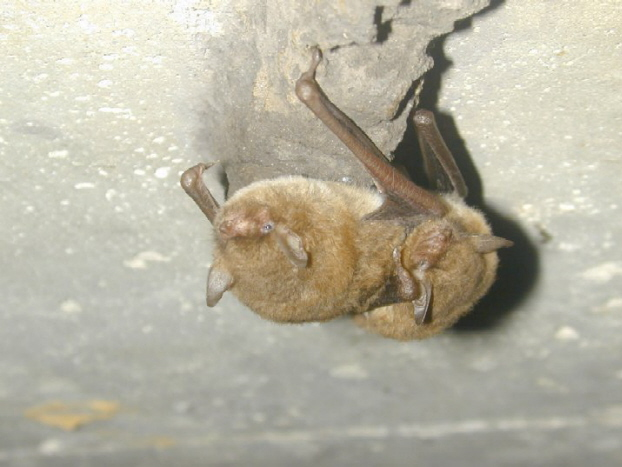